# Gschwandbach
Der Gschwandbach ist ein Fließgewässer in Bayern. Er entsteht südöstlich unterhalb des Auer Berges, fließt weitgehend in östlicher Richtung und mündet von links in den Breitenbach.